# Kanton Sankt Gallen
Kanton Sankt Gallen (også St. Gallen) er en kanton i Schweiz. Hovedstaden hedder St. Gallen ligesom kantonen. Kantonen grænser mod nord til Thurgau og Bodensøen, mod øst til Østrig og Liechtenstein, mod syd til Graubünden og mod vest til Glarus, Schwyz og Zürich. Endvidere er kantonerne Appenzell Ausserrhoden og Appenzell Innerrhoden helt omsluttet af St. Gallen.